# Martin (Slovacchia)
Martin (fino al 1950 Turčiansky Svätý Martin, in ungherese: Turócszentmárton, in tedesco: Turz-Sankt Martin, letteralmente "San Martino sul Turiec") è una città della Slovacchia, capoluogo del distretto omonimo, nella regione di Žilina. Sorge sulle rive del fiume Turiec, tra i massicci Grande e Piccola Fatra.

## Geografia fisica
- Frazioni: Jahodníky, Košúty, Ľadoveň, Podháj, Priekopa, Sever, Stred, Tomčany, Záturčie
- Quartieri: Košúty I, Košúty II, Ľadoveň, Sever
- Periferie: Mestská Borová, Podstráne, Stráne

## Storia
La prima menzione del centro abitato risale al 1284, in cui è indicata come villa sancti Martini, che indica la località che sorgeva accanto alla chiesa di San Martino di Tours. È ricordata nella donazione di Ladislao IV d'Ungheria.
Un riferimento diretto alla città è contenuto nella donazione del maestro Donč del 25 luglio 1315, sottoscritta presso la parrocchia della chiesa di San Martino. Il 3 ottobre 1340 il re Carlo Roberto d'Angiò innalzò Martin al rango di città. Durante il Medioevo giocò a favore dello sviluppo di Martin la sua posizione favorevole sull'importante strada verso Kremnica e verso l'alta valle del Nitra. Lo sviluppo economico fu interrotto nel settembre del 1431 dall'invasione degli Hussiti, che devastarono ancora i dintorni nel 1433. Questi crimini furono condannati dall'imperatore Sigismondo di Lussemburgo, che il 23 settembre 1434 restituì alla città i suoi antichi privilegi. 
L'importanza della città verso la metà del XV secolo fu ridotta al livello di una cittadina signorile e Martin divenne proprietà del Castello di Sklabiňa. Il declino fu dovuto in gran parte a catastrofi naturali, come i terremoti (1443-1445, 1453) e l'epidemia di peste nell'autunno del 1452. La dipendenza dalla signoria del castello aumentò, cosa che i rappresentanti della città non gradivano, tentando di estendere i privilegi della città. Nel 1557 l'imperatore Ferdinando concesse il privilegio di tenere un mercato, che fu confermato il 24 febbraio 1668 dall'imperatore Leopoldo. Verso la metà del XVI secolo, oltre ai fabbri, già citati nel 1384, c'erano calzolai, fabbri e vasai che crearono corporazioni. Un grande disastro per la città fu l'enorme incendio del 1666, ne seguì un altro il 1º settembre 1778, quando quasi tutta Martin fu distrutta, e il peggiore di tutti gli incendi, che fu quello del 22 aprile 1843.
Dal XVII secolo al 1922, la città fu il capoluogo del comitato di Turóc (Turiec in slovacco). Nel XIX secolo, la città divenne un centro della cultura slovacca e il suo significato crebbe. Gli abitanti di Martin e del Turiec furono attivamente coinvolti nella Rivoluzione slovacca e in trentaquattro si arruolarono nelle truppe rivoluzionarie. Nella cittadina il 31 gennaio 1849 si tenne un'assemblea popolare in cui i leader dell'impresa informarono gli abitanti della proposta di una federazione dei popoli della monarchia austro-ungarica. Verso la fine del XIX secolo, la città divenne il centro del Risorgimento slovacco, e dal 1863 fu sede della Matica slovenská, l'accademia che rappresentò la principale organizzazione patriottica risorgimentale. Fra le personalità attive a Martin in questo periodo ci furono Janko Jesenský e Ján Kalinčiak, entrambi poeti e scrittori, nativi della stessa città. Nel 1866 fu istituito il ginnasio slovacco della città. Altre importanti associazioni fondate nella città furono il primo circolo slovacco femminile Živena (1869), l'associazione musicale Slovenský Spevokol (1872), ma anche il Corpo volontario di vigili del fuoco (1873).
Tuttavia, la città risentiva ancora della stagnazione economica, e la maggior parte della popolazione era impegnata nell'agricoltura, nell'allevamento del bestiame e nell'artigianato. Diffusa fra le donne locali era la tessitura del lino e della canapa; alla fine del XIX secolo, grazie alla costruzione della ferrovia tra Zvolen e Vrútky, prese piede il commercio. Si diffuse la vendita porta a porta, molti abitanti di Martin partirono per vendere in tutto il mondo e divennero rinomati i mercanti d'olio. La promozione del commercio e delle imprese passò attraverso la fondazione della Cassa di risparmio nel 1868, nel 1884 (1886) fu fondata anche la Tatra banka e operavano in città altri due istituti di credito: la Cassa mutua di Martin e la Banca di credito del Turiec. A partire dal 1869 a Martin operava la Società editoriale libraria per azioni, un'altra tipografia fu fondata nel 1898. Per lo sviluppo, la divulgazione e la diffusione della letteratura, la pubblicazione e la diffusione fu significativa la nascita dell'Associazione librario-editoriale nel 1886. Nel 1893, fu istituita per iniziativa di Andrej Kmeť la Società museale slovacca; a partire dal 1910 il circolo Lipa fu attivo nella promozione del folklore, dell'arte popolare e dei manufatti artigianali. All'inizio del XX secolo sorse l'impresa industriale di arredamento Tatra, una birrificio, una raffineria di olio minerale e una fabbrica di cellulosa.
Il 30 ottobre 1918 in forza della dichiarazione di Martin, adottata da un'assemblea riunita nei locali della Tatra banka, la Slovacchia si unì al Paese ceco per dare vita alla Repubblica cecoslovacca. Dopo la nascita del nuovo stato ritrovò vigore lo sviluppo della vita politica, culturale e sociale, la Matica slovenská rinnovò e ampliò la sua attività, prosperarono anche la Società museale slovacca e il Museo nazionale slovacco. Sulla tradizione del ginnasio slovacco, che era stato chiuso all'epoca della magiarizzazione, sorse il Ginnasio statale riformato, fondato nel 1919. Nella prima metà del XX secolo furono operanti anche lo Slovenský spevokol, il Coro degli operai organizzati, la Galleria nazionale slovacca, la Filarmonica del Turiec. Nel 1938 ebbe sede provvisoria a Martin l'Alta scuola tecnica slovacca. Nel 1941 fu fondata in città la Biblioteca nazionale slovacca, l'anno dopo la tipografia Neografia, nel gennaio del 1944 fu fondato il Teatro da camera slovacco. Durante la Prima repubblica slovacca (1939-1945) Martin fu con Bratislava il principale centro culturale del paese.
Un ruolo importante ebbero Martin e i suoi dintorni anche durante l'Insurrezione nazionale slovacca, quando si formò clandestinamente in città il nucleo del comitato nazionale del distretto rivoluzionario e il presidio militare locale passò dalla parte dagli insorti. Alla fine della Seconda guerra mondiale Martin fu liberata dall'Armata Rossa, l'11 aprile 1945. Dopo la rinascita della Cecoslovacchia, nel 1948 si iniziò la costruzione di un impianto di meccanica pesante, e già un anno dopo fu avviata la produzione di strutture in acciaio e di gru. Fu costruito un impianto di teleriscaldamento, e sorsero nuovi stabilimenti nel campo dell'edilizia, dell'editoria, della lavorazione della cellulosa e dell'industria alimentare. Furono costruiti nuovi quartieri (Podháj, Sever, Ľadoveň, Košúty e Záturčie) e strutture residenziali, culturali e sportive. Il Museo Andrej Kmeť e il Museo Martin Benka furono ampliati e fu costruito il Museo del Villaggio slovacco. Furono aperti anche il Museo letterario nazionale slovacco e la Galleria di Turiec. 
Con la caduta del comunismo e la chiusura dell'impianto di meccanica pesante, crebbe la disoccupazione, ma, gradualmente, con la nascita di nuove imprese, il problema della disoccupazione è stato arginato.
Il 24 agosto 1994 con la legge n. 241/1994 il Consiglio nazionale ha dichiarato Martin "centro della cultura nazionale degli Slovacchi residenti in patria e all'estero".

## Cultura
Martin è sede della Matica slovenská, l'accademia nazionale slovacca che fu al centro del Risorgimento slovacco del XIX secolo. 
Martin è anche sede di alcuni musei che appartengono al Museo nazionale slovacco, della Società museale slovacca e della Biblioteca nazionale slovacca. Per questo suo ruolo Martin può essere considerata il cuore della Slovacchia, soprattutto da un punto di vista linguistico-culturale, come sancito dalla legge n. 241/1994 con cui il Consiglio nazionale ha dichiarato Martin "centro della cultura nazionale degli Slovacchi residenti in patria e all'estero". Il Cimitero nazionale di Martin accoglie i resti di personalità della cultura di ogni parte della Slovacchia.
Martin ospita anche il Museo Martin Benka, dedicato all'omonimo pittore e illustratore.

## Sport
- Hockey su ghiaccio - A Martin gioca il club MHC Martin della slovenská hokejová extraliga

## Galleria d'immagini

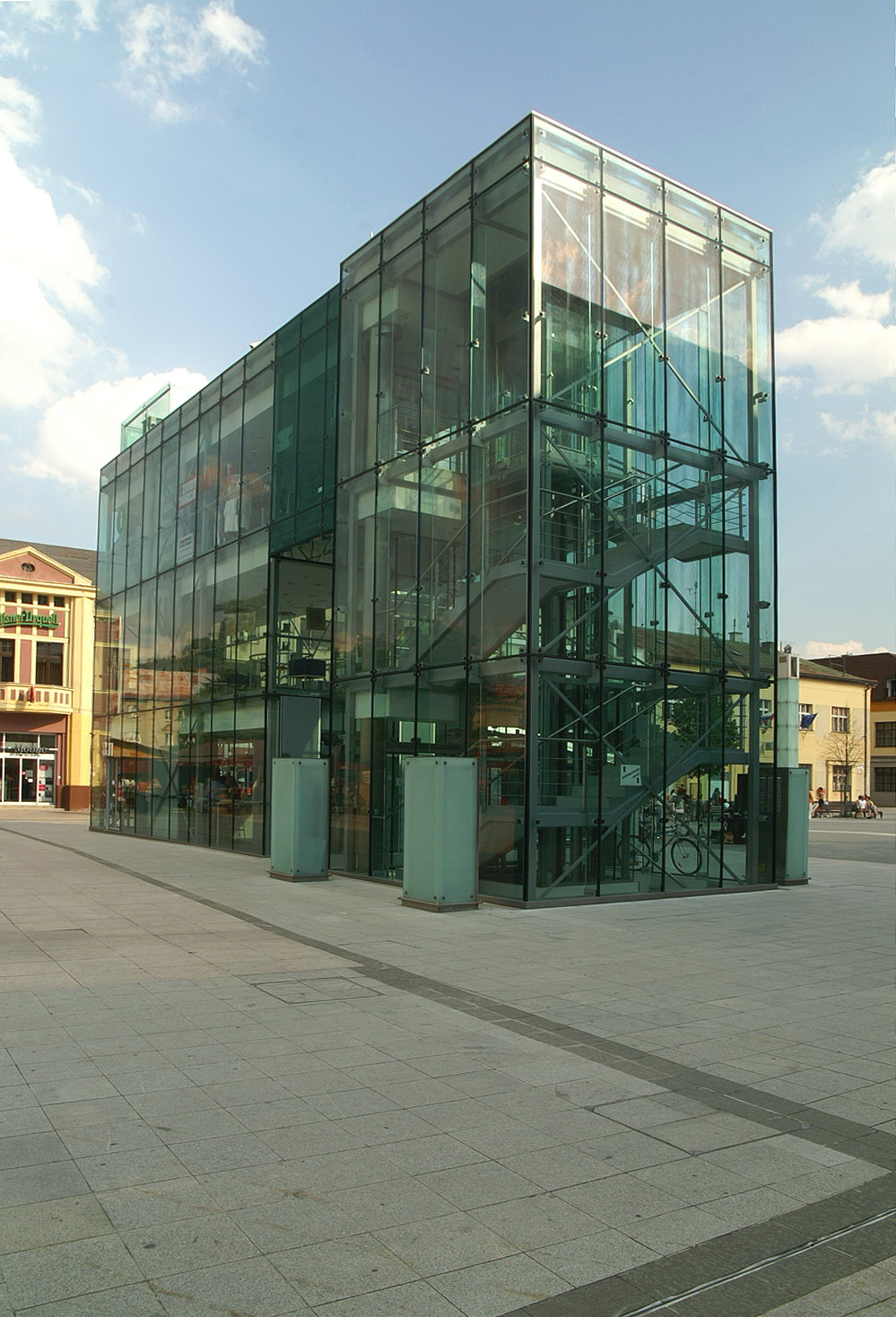
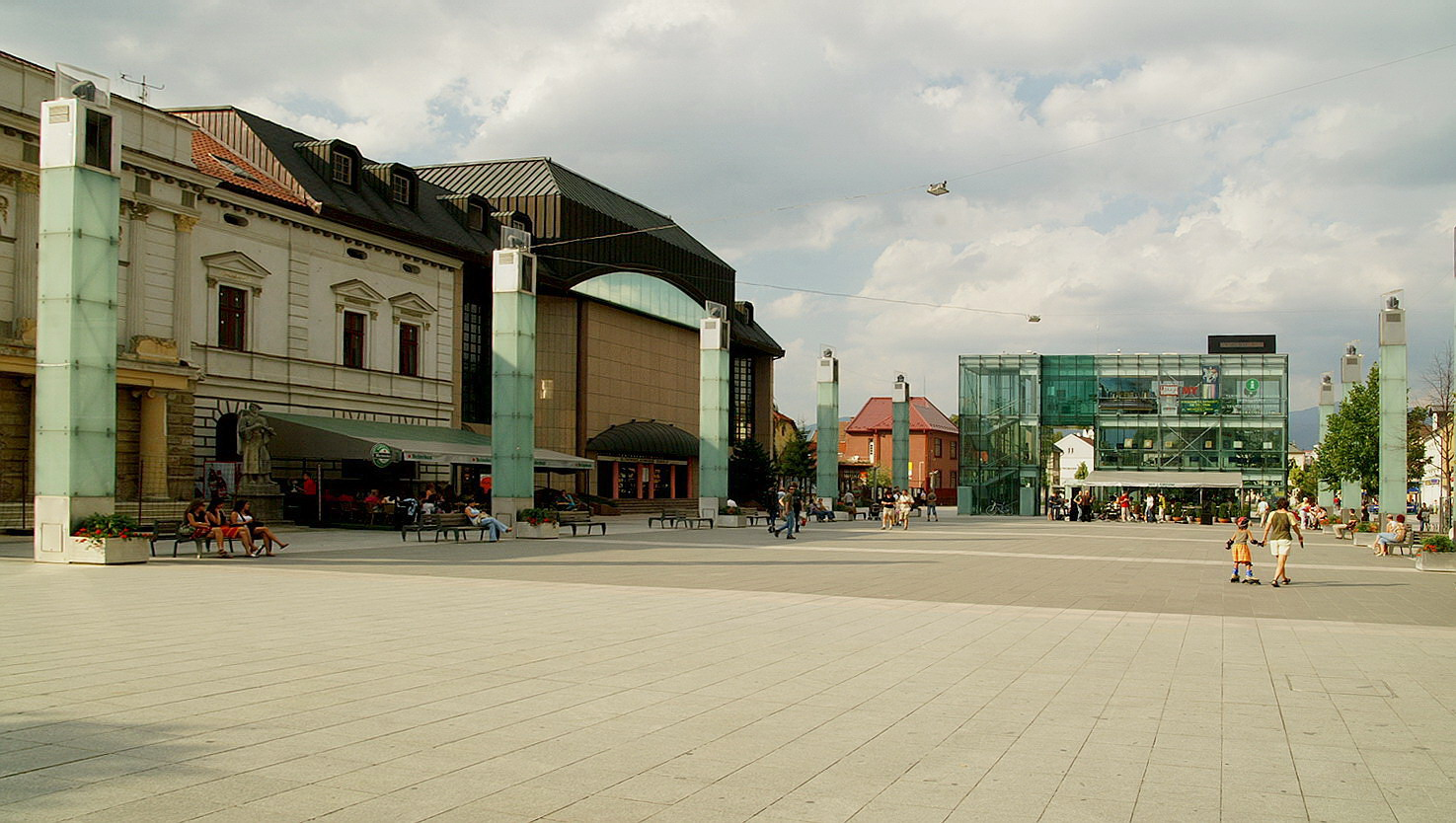
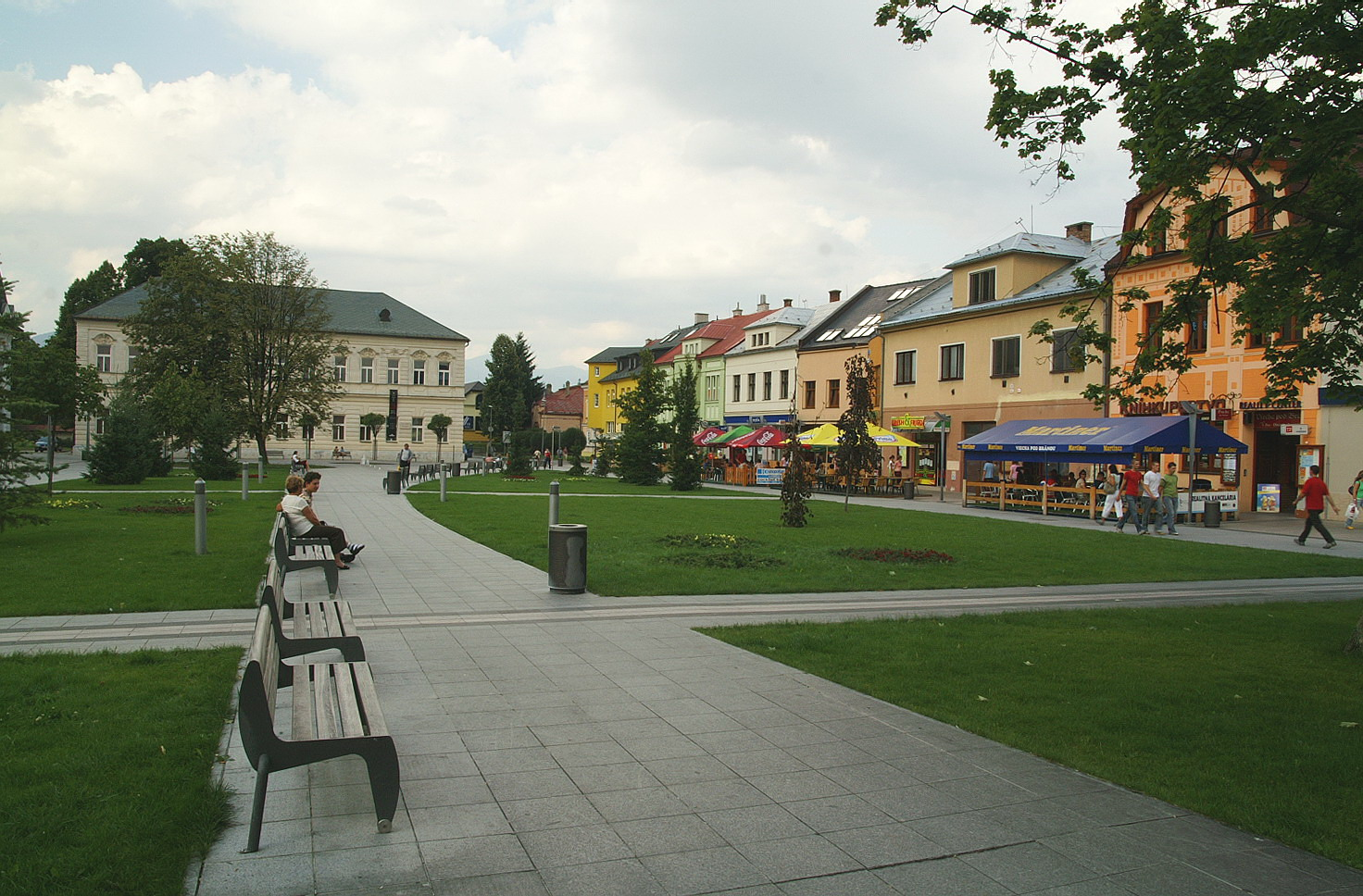
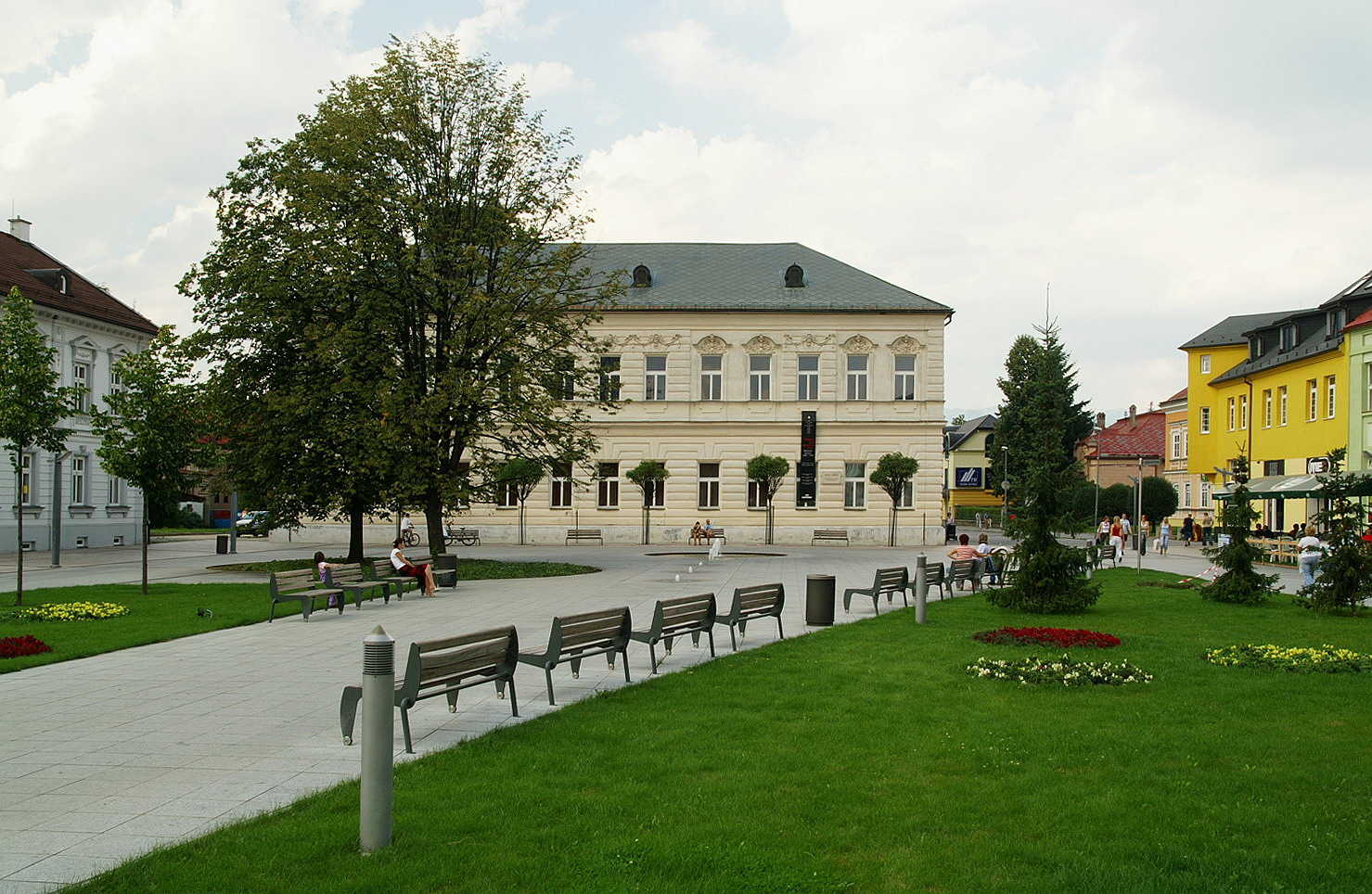
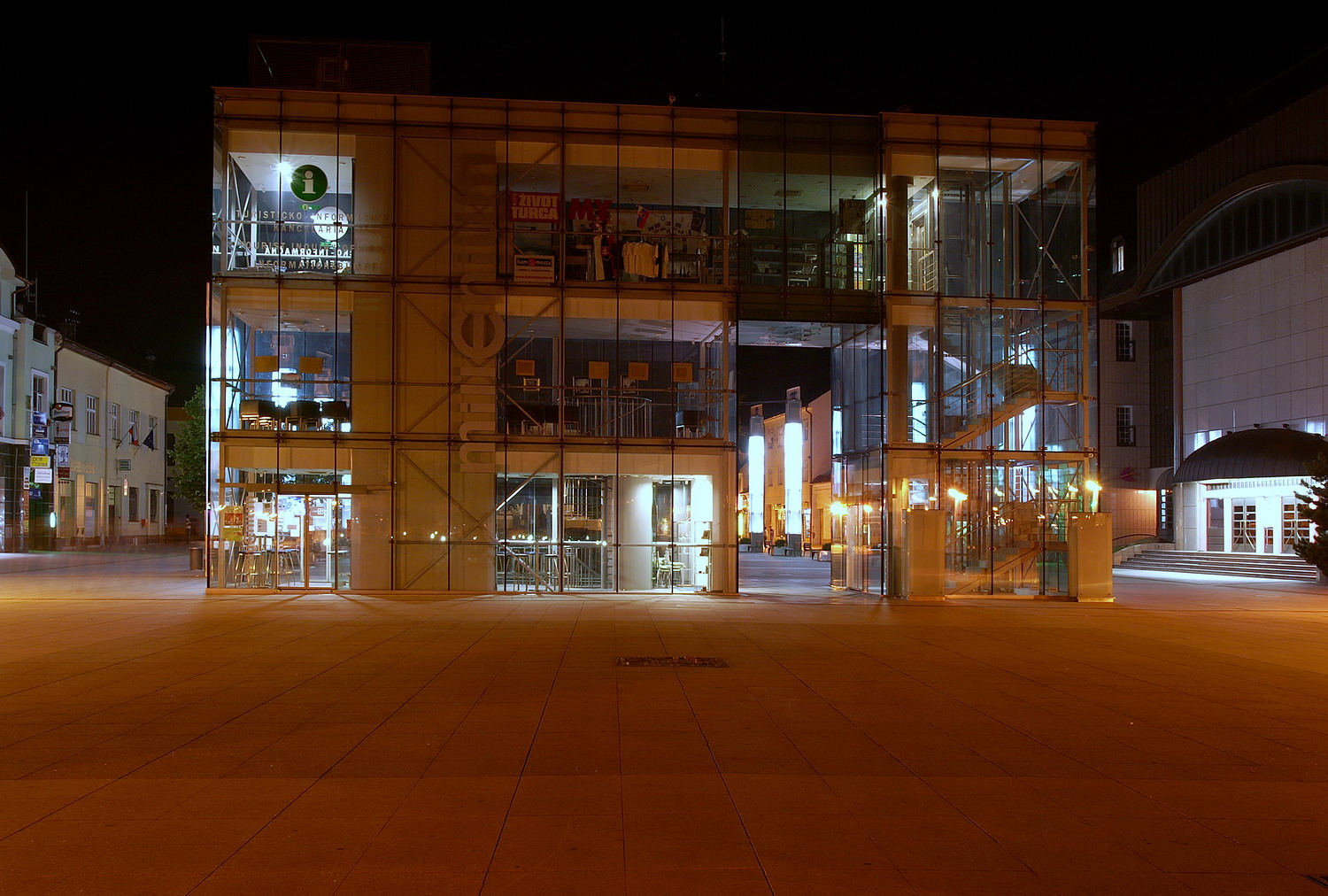
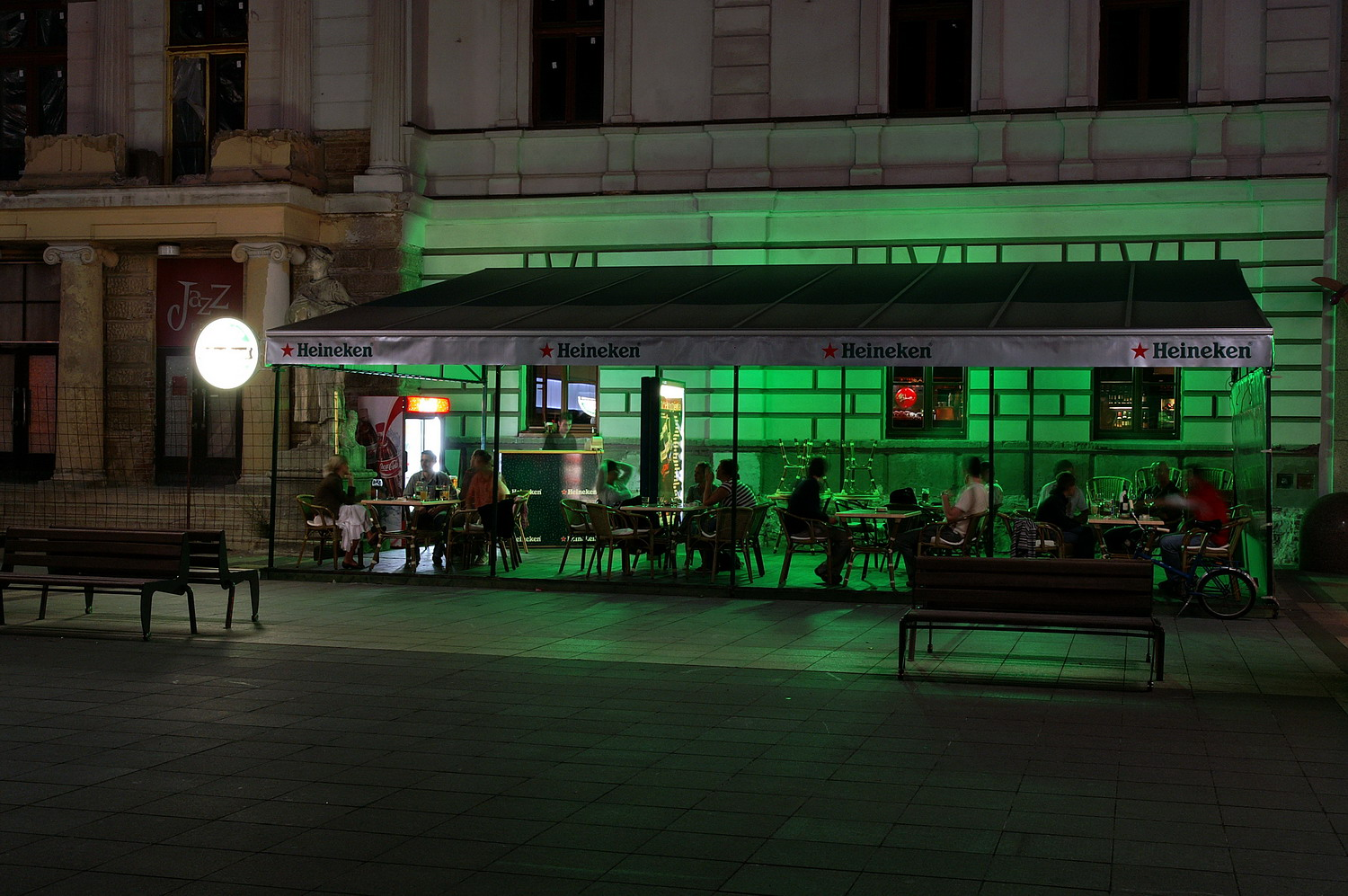
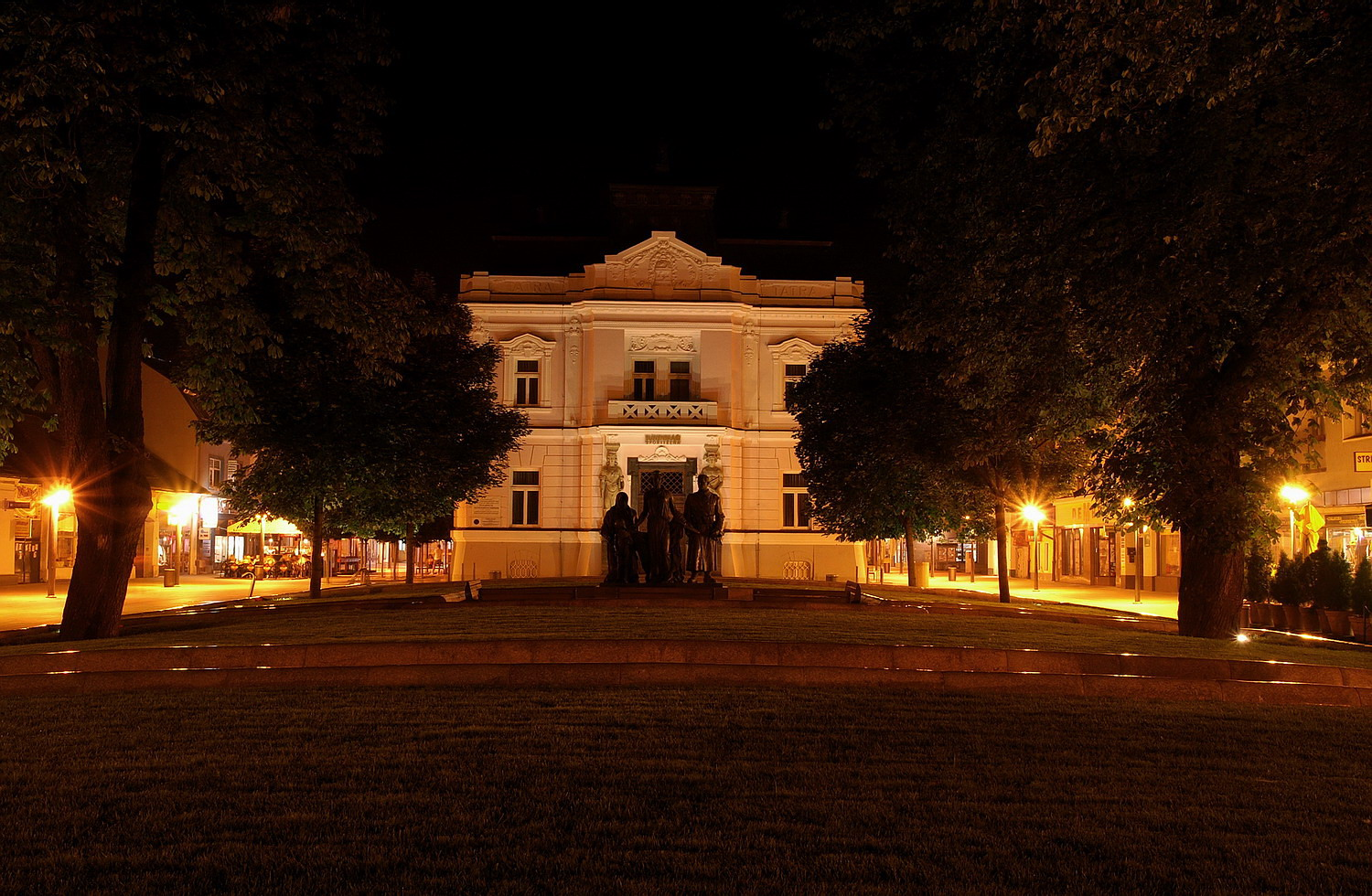
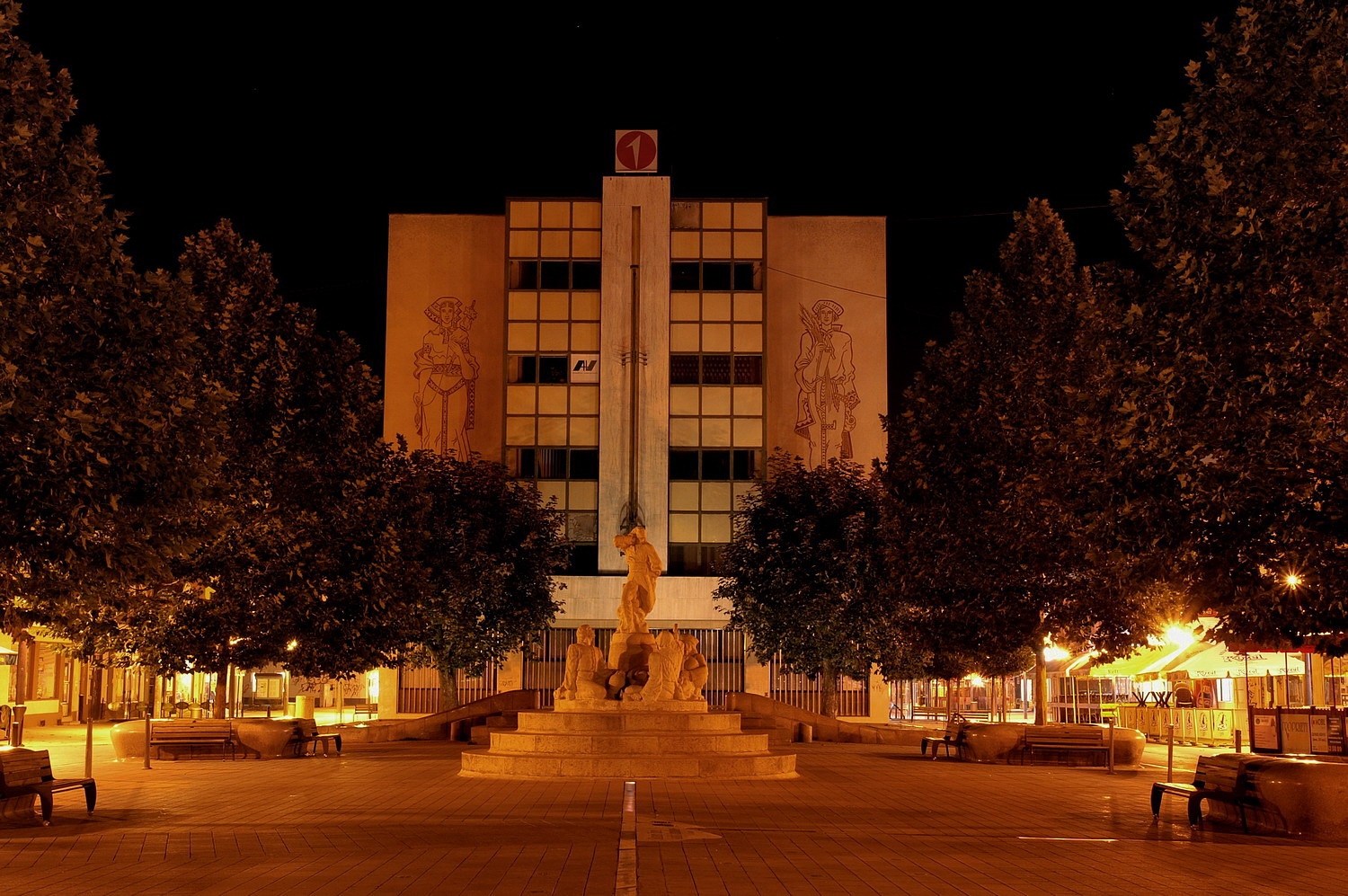
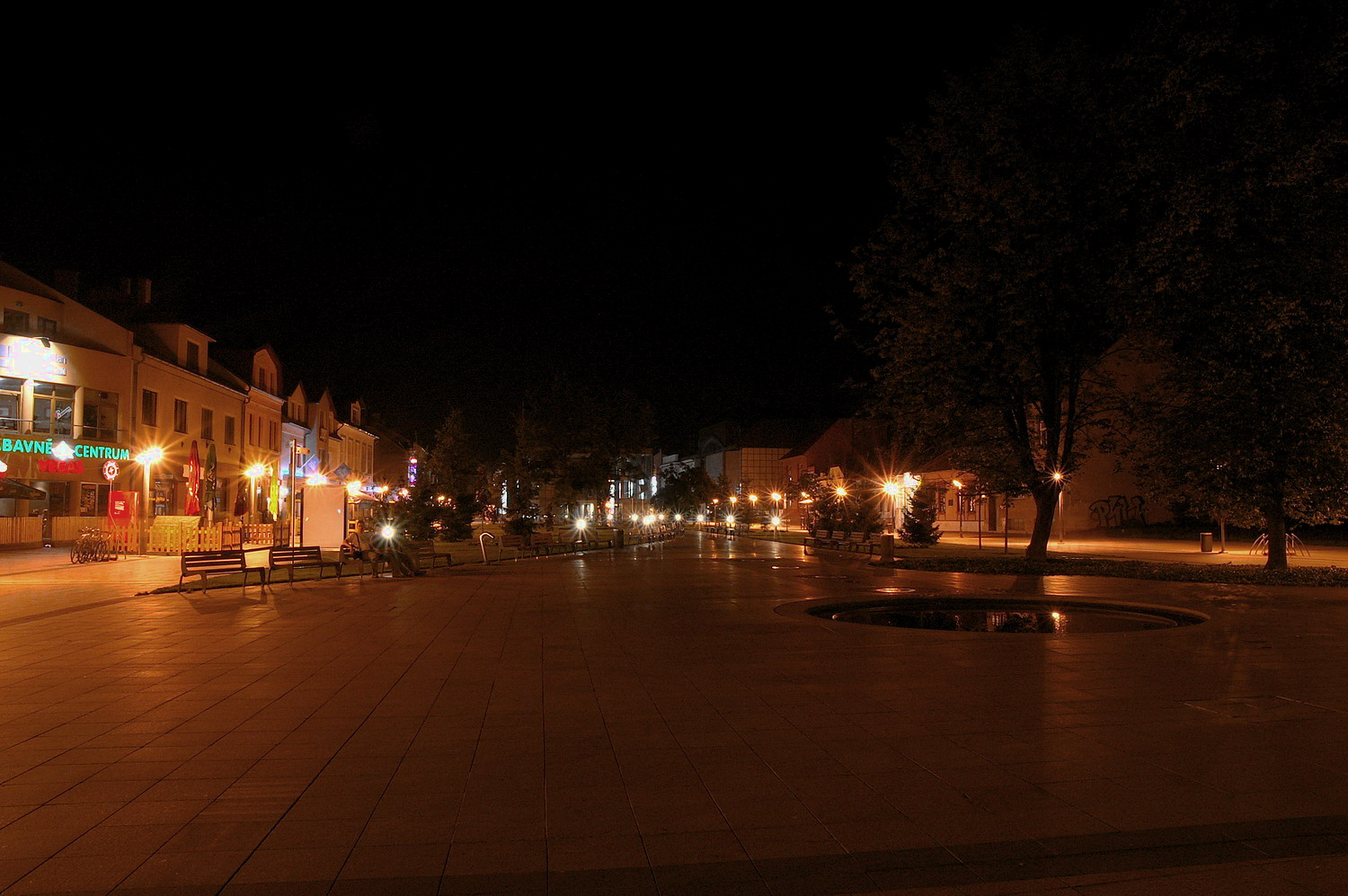
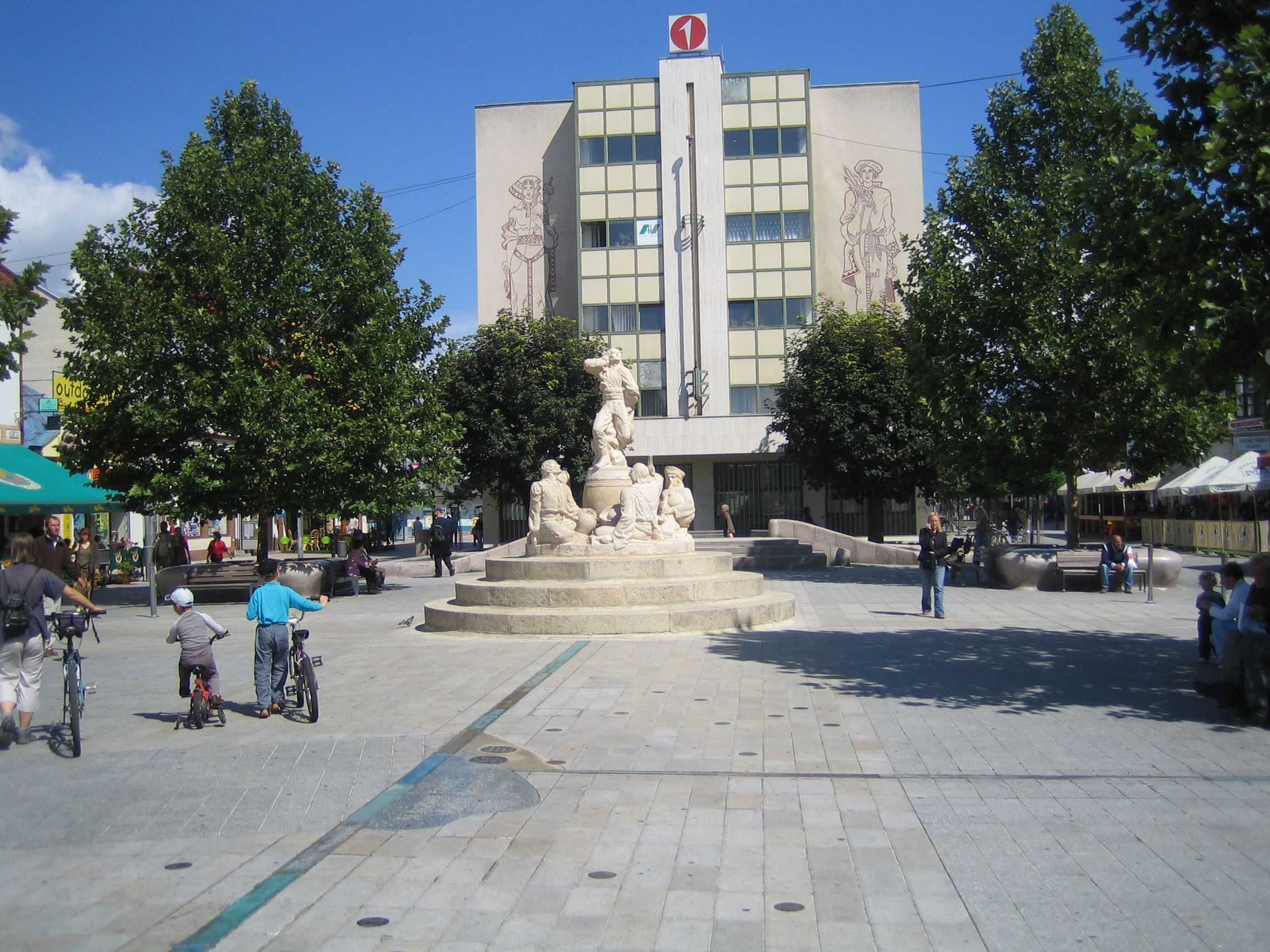
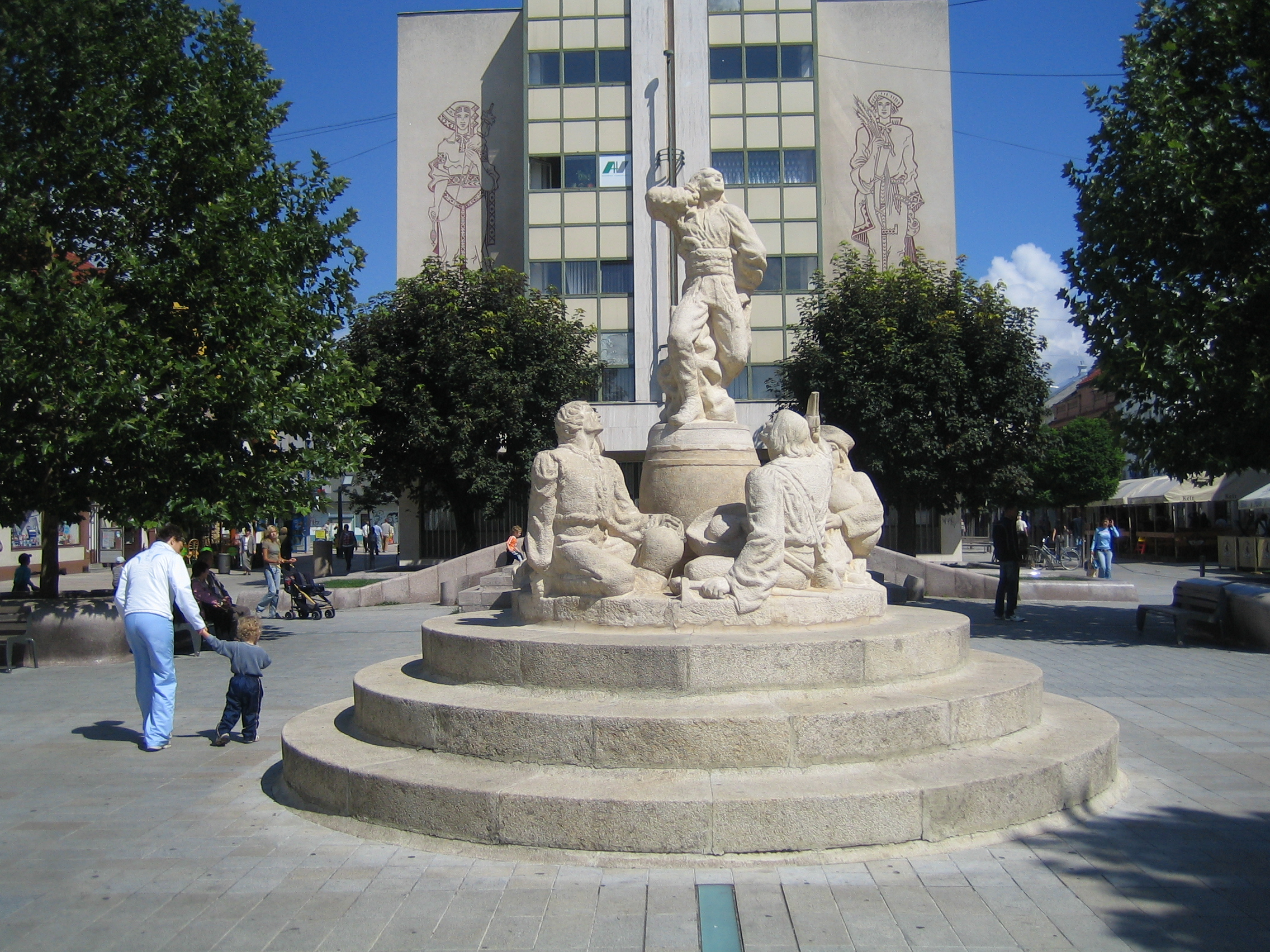
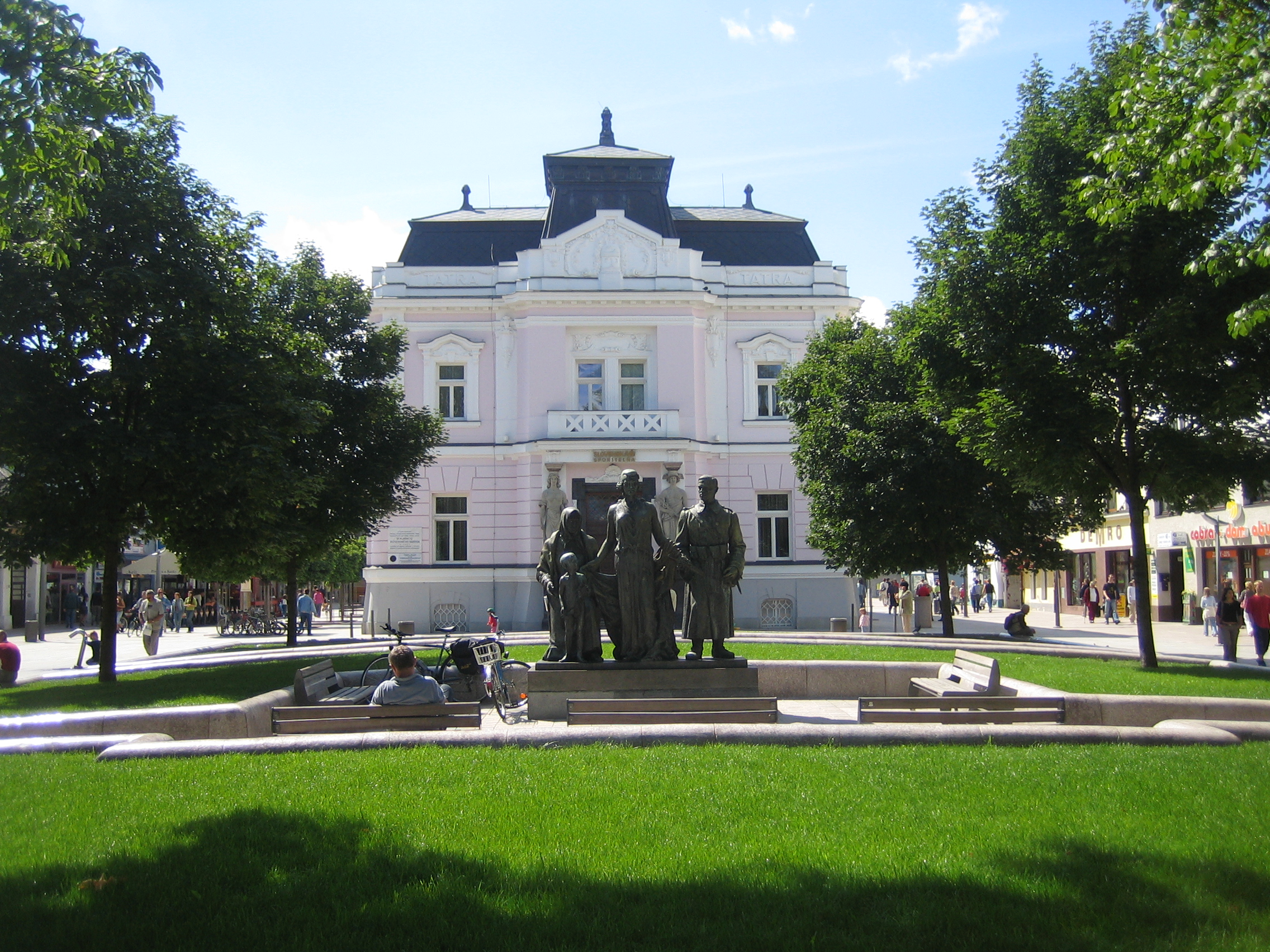
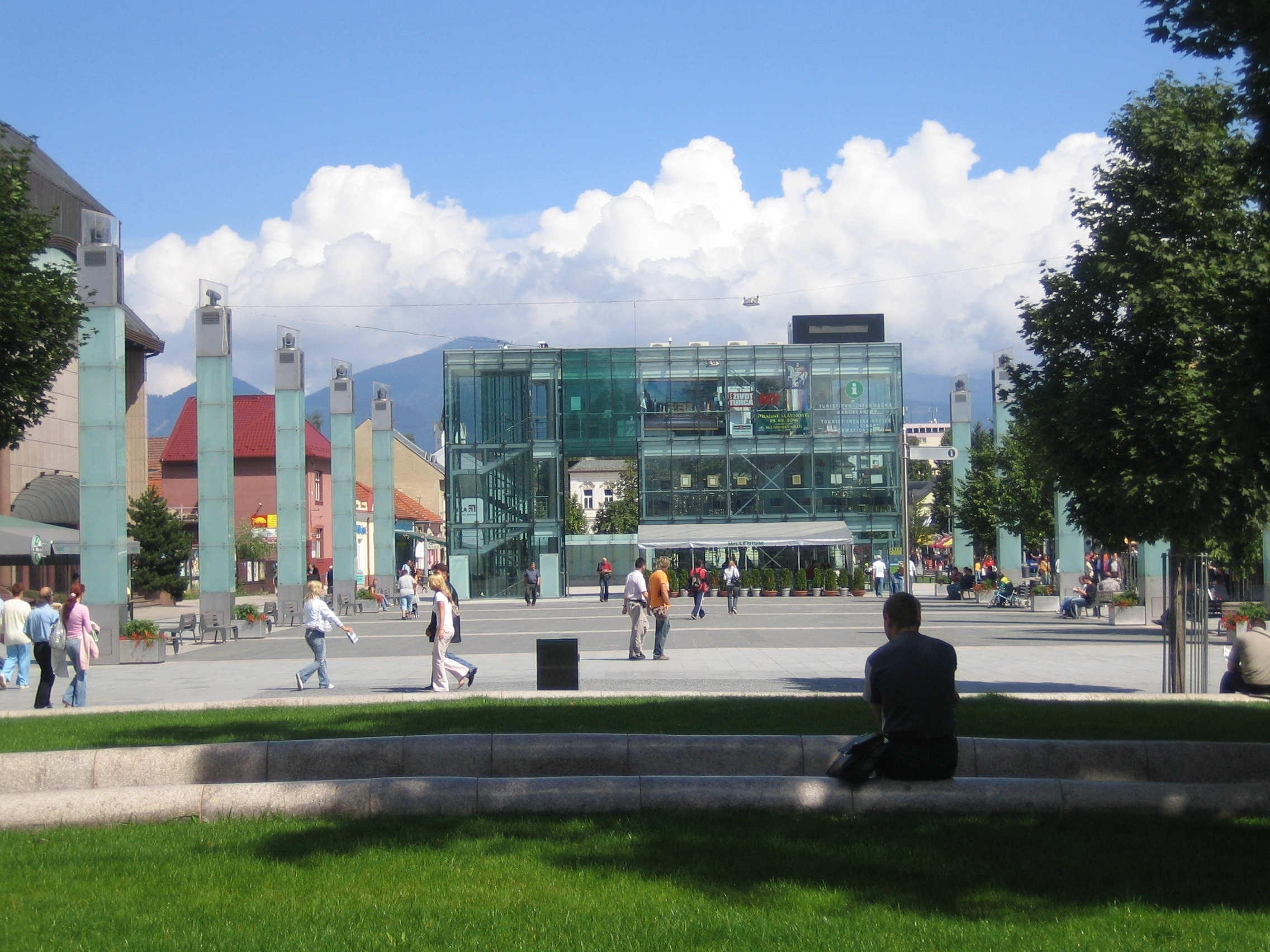
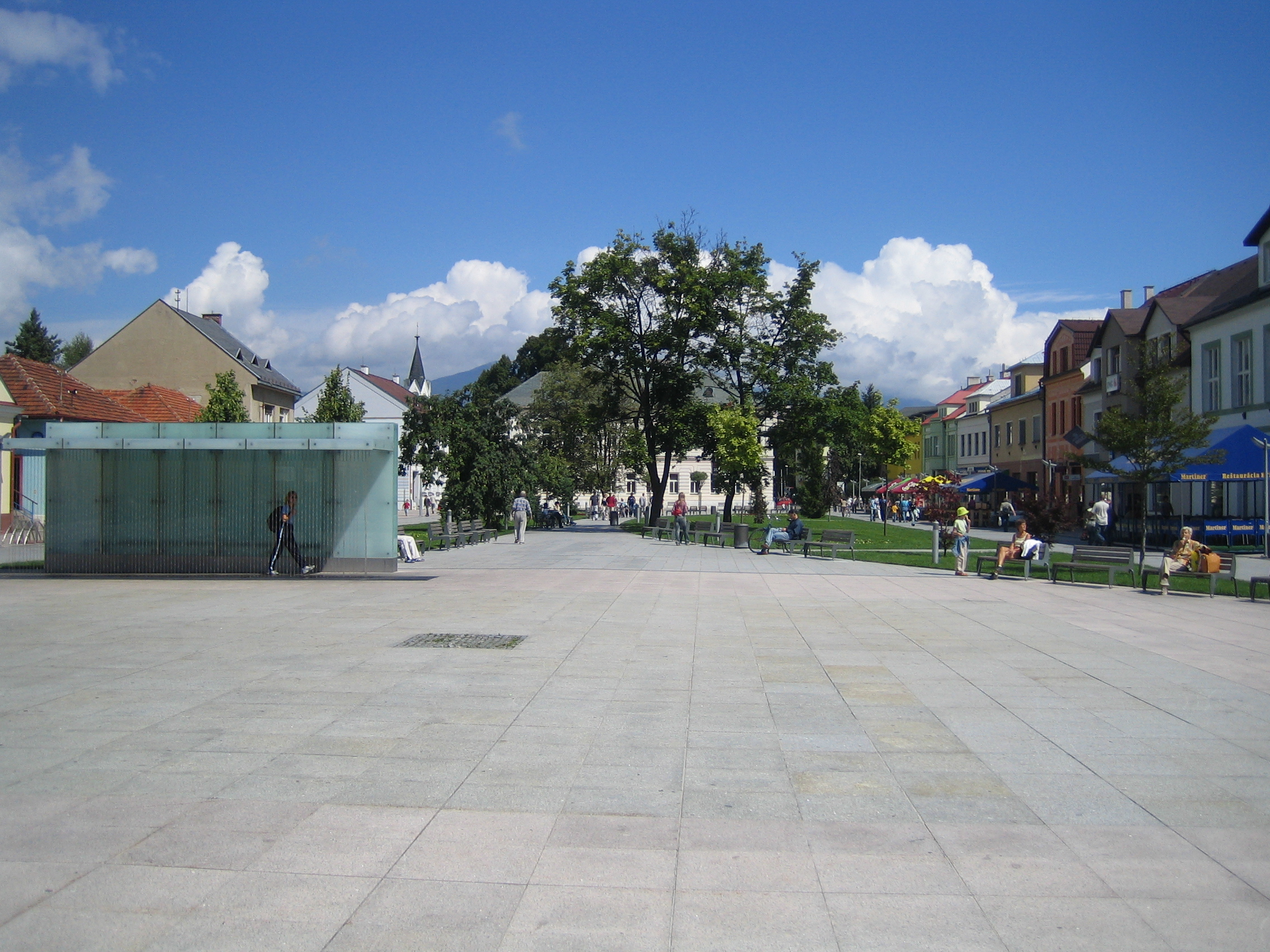
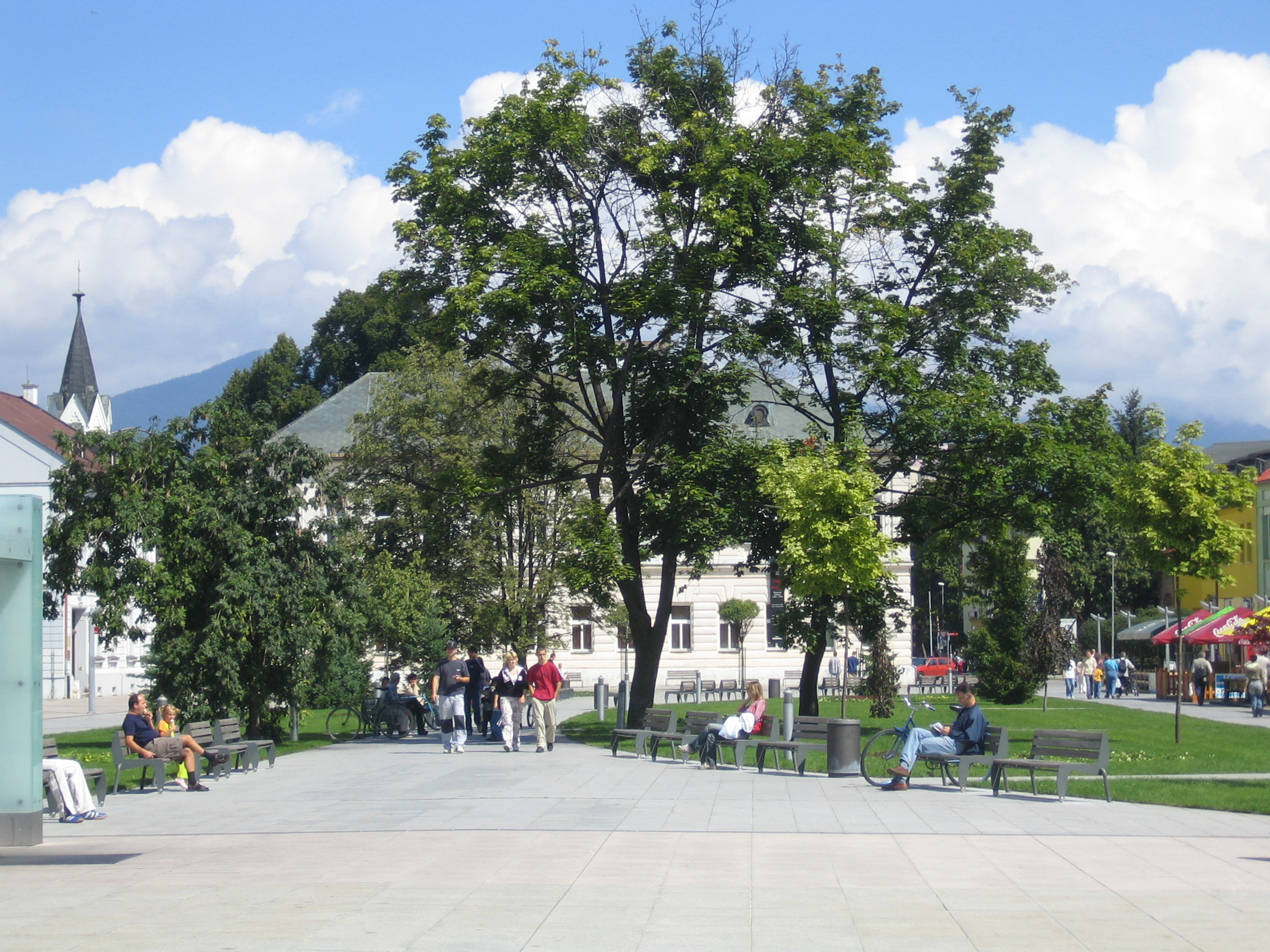
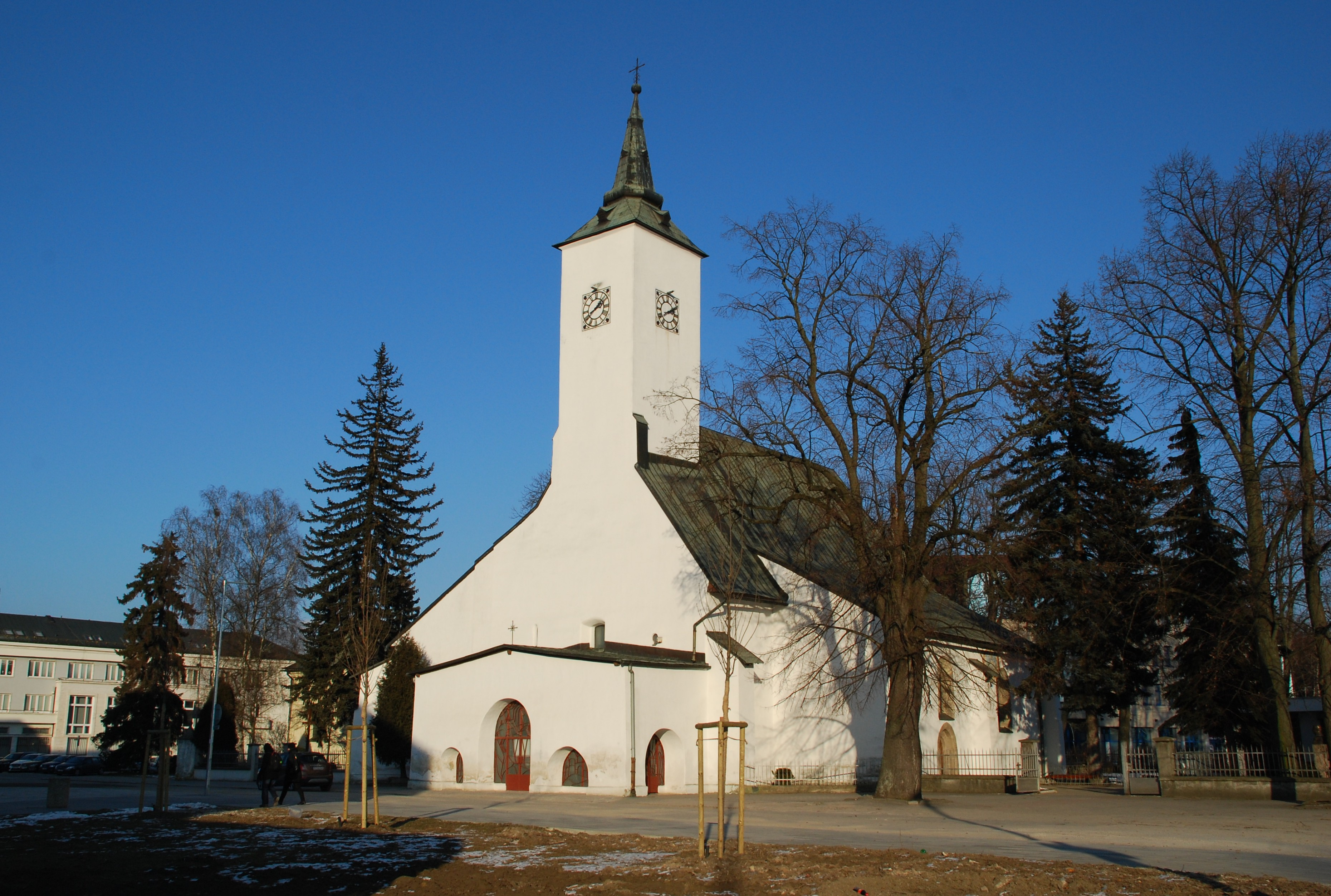